# 桐生大学
桐生大学（きりゅうだいがく、英語: Kiryu University）は、群馬県みどり市笠懸町阿左美606番の7に本部を置く日本の私立大学。2008年創立、2008年大学設置。大学の略称は桐大。

## 概観
経営母体は群馬県桐生市所在の学校法人桐丘学園で、系列に桐生大学短期大学部、桐生大学附属中学校・桐生第一高等学校、桐生大学附属幼稚園がある。短期大学部を大学キャンパスに併設する。

### 建学の精神
「社会にでて役に立つ人間の育成」

### 沿革
1901年（明治34年）に番幹子が「女性として自立するための自覚と技術を身につける」ことを目的に桐生裁縫専門女学館を創設し、2008年に学校法人桐丘学園が桐生大学を開学した。
- 1901年12月1日 桐生裁縫専門女学館を創設する。
- 1934年2月28日 財団法人桐丘学園となる。
- 1951年2月21日 学校法人桐丘学園が認可される。
- 1963年4月1日 桐丘女子短期大学を開学。
- 1971年4月1日 男女共学に移行、桐丘短期大学に改称。
- 1989年4月1日 桐生短期大学と校名を変更。
- 2008年4月1日 桐生大学（医療保健学部）を開学、桐生短期大学は桐生大学短期大学部に改組。
- 2021年5月26日 別科助産専攻は、2023年度以降に学生募集を停止する予定を2026年度以降に延期[3]した。

## 教育および研究

### 学部
医療保健学部
- 看護学科
- 栄養学科

### 別科
助産専攻

### 短期大学部
桐生大学短期大学部
- 生活科学科
- アート・デザイン学科

## キャンパス
医療保健学部、短期大学部 - 群馬県みどり市笠懸町阿左美606番の7

## 交通
- 鉄道
  - 東武鉄道 桐生線 阿左美駅より徒歩15分
  - JR 両毛線 岩宿駅より徒歩25分
- 道路
  - 北関東自動車道 太田藪塚ICより10分
  - 北関東自動車道 伊勢崎ICより20分
  - 東北自動車道 佐野藤岡ICより50分

岩宿駅から通学バスを運行する。

## 対外関係

### 地方自治体と協定
2008年にみどり市と連携包括協定を締結した。

### 系列校及び附属学校
- 桐生大学短期大学部
- 桐生大学附属中学校・桐生第一高等学校
- 桐生大学附属幼稚園